# Miriam Vece
Miriam Vece (ur. 16 marca 1997 w Cremie) – włoska kolarka torowa i szosowa, brązowa medalistka mistrzostw świata.

## Kariera
Pierwszy sukces w karierze osiągnęła w 2015 roku, kiedy zdobyła dwa medale: podczas torowych mistrzostw Europy juniorów w Atenach była druga w sprincie drużynowym, a podczas mistrzostw świata juniorów w Astanie w tej samej konkurencji zajęła trzecie miejsce. Na rozgrywanych trzy lata później mistrzostwach Europy U-23 w Aigle zdobyła złote medale w sprincie indywidualnym i wyścigu na 500 m oraz srebrny w sprincie drużynowym. Podczas mistrzostw Europy U-23 w Gandawie w 2019 roku była druga w wyścigu na 500 m i trzecia w sprincie. W tym samym roku zdobyła także brązowy medal w wyścigu na 500 m na igrzyskach europejskich w Mińsku. Podczas mistrzostw świata w Berlinie w 2020 roku zdobyła brązowy medal tej konkurencji, przegrywając jedynie z Niemką Leą Friedrich i Jessicą Salazar z Meksyku. Wynik ten powtórzyła na mistrzostwach Europy w Płowdiwie (2020) i mistrzostwach Europy w Monachium (2022).